# الطريق السريع 50 (السعودية)
الطريق السريع 50 هو طريق رئيسي في المملكة العربية السعودية. يشكل الطريق مسارًا قطريًا من الشمال الشرقي إلى الغرب في وسط وشمال شرق البلاد، حيث ينفصل عن الطريق السريع 40 عند ظلم ويمتد حتى الحدود مع الكويت شمال الرقعي مروراً بكل من عفيف والبجادية والدوادمي وشقراء والمجمعة والأرطاوية وحفر الباطن. لا توجد مدن كبرى على طول هذا الطريق. يبلغ طول الطريق السريع 50 حوالي 950 كيلومترًا.

## الوصف
على بعد حوالي 300 كيلومتر شرق منطقة مكة المكرمة، ينفصل الطريق السريع 50 عن الطريق السريع 40، وهو الطريق السريع الذي يربط مكة بالرياض. يحتوي على مسار واحد ويتجه شمال شرق عبر الصحراء الرملية الشاسعة. على مدى أول 400 كيلومتر، يمر الطريق ببضع قرى صغيرة فقط. ينحني الطريق شمال غرب الرياض باتجاه الشمال ويتقاطع مع الطريق السريع 65 في المجمعة. إلى الشمال قليلاً، ينتهي الطريق السريع 60 عند هذا الطريق. إلى الشمال من المجمعة، تتوفر جزئيًا مسارات مزدوجة (2x2)، حيث أن هذا هو الطريق الثاني المباشر من الرياض إلى مدينة الكويت بعد طريق الرياض رماح الذي يمر بالطريق الثانوي 550 من الرفيعه مرورا بقريه العليا والخفجي وصولا الى منفذ الخفجي مع الكويت. ومع ذلك، يمر الطريق عبر منطقة صحراوية معزولة ونادرًا ما يتقاطع مع طرق أخرى. أهم موقع على هذا الجزء من الطريق هو حفر الباطن، حيث يتقاطع مع الطريق السريع 85. بعد ذلك، يتبع الطريق الحدود مع دولة الكويت، حيث يستمر الطريق السريع 70 الكويتي إلى مدينة الكويت.